# Туншаньшэ

Туншаньшэ (Общество единения в добре) — синкретическое религиозное движение, возникшее в Китае в начале XX в. Движение быстро распространилось по всей стране и обрело миллионы последователей. Исследователи связывают это движение с традицией Сяньтяньдао и Игуаньдао. 
Среди основных китайских синкретических движений Туншаньшэ отличает ряд особенностей: ориентированность на китайцев и сопредельные регионы; соединение только трёх (буддизм, даосизм и конфуцианство), а не пяти религий; поддержание жёсткой дисциплины и централизации (в отличие от ряда других движений, которые со временем распадались на конгломерат общин). Туншаньшэ была свойственна определённая элитарность, что выражалось в требовании грамотности при вступлении в число последователей. Интересной отличительной особенностью является общий для всех общин обряд поклонения иероглифу «фо» 佛 (Будда).
Туншаньшэ неоднократно обвинялось в политических устремлениях традиционалистского толка, лидер движения уроженец Сычуань Пэн Жучжень (1873 — ?) обвинялся в стремлении стать императором и участвовал в организации серьёзного вооружённого противостояния. В КНР Туншаньшэ действует в подполье. Общины движения сохранились на Тайване, в Сянгане и в ЮВА.